# TTL 7442

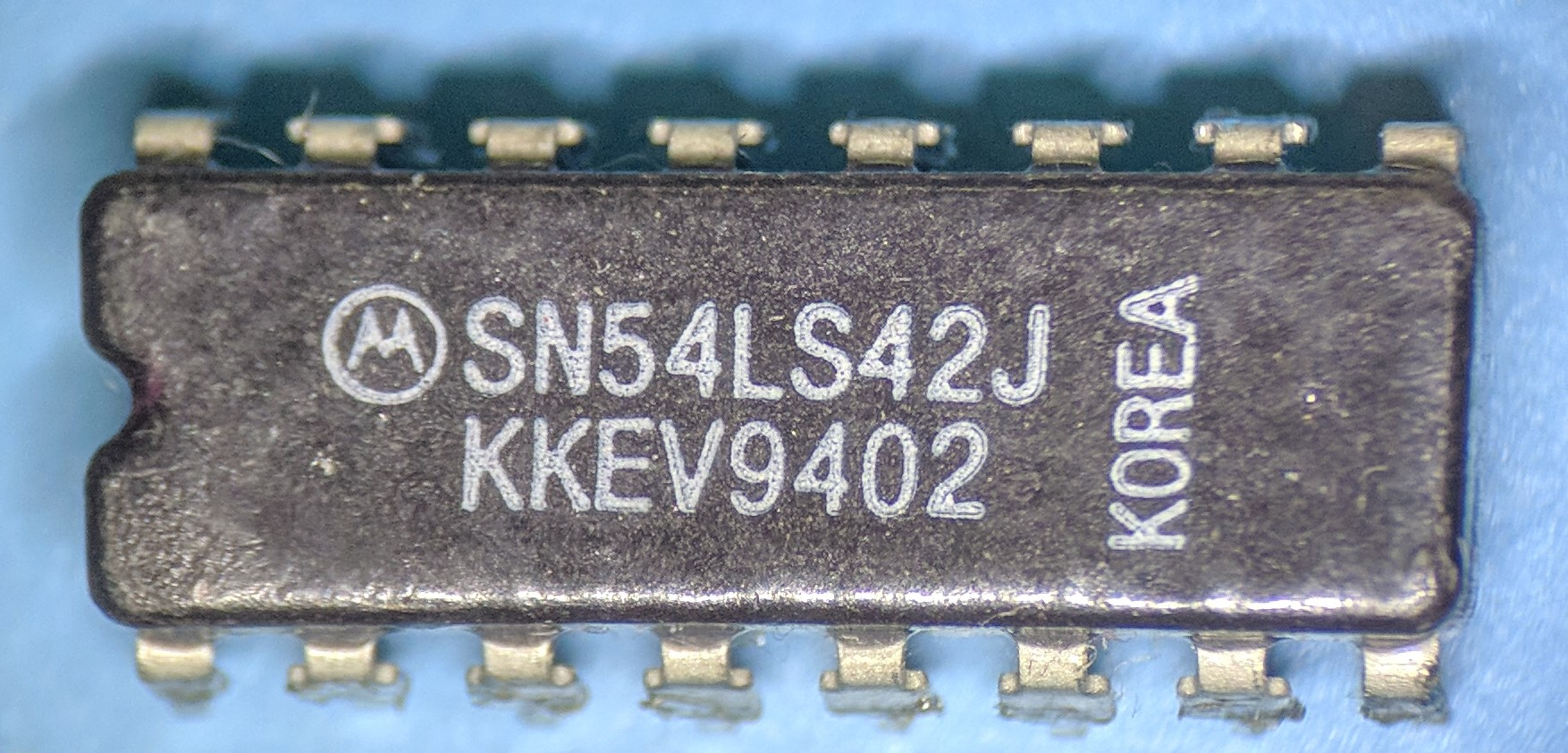
Circuito integrado SN54LS42J da Motorola

Um die de circuito integrado SN54LS42J

O circuito integrado TTL 7442 é um dispositivo TTL encapsulado em um invólucro DIP de 16 pinos que contém um decodificador BCD para decimal.